# Polysphincta tuberosa
Polysphincta tuberosa là một loài tò vò trong họ Ichneumonidae.